# Olmos de Ojeda
Olmos de Ojeda is een gemeente in de Spaanse provincie Palencia in de regio Castilië en León met een oppervlakte van 103,60 km². Olmos de Ojeda telt 203 inwoners (1 januari 2016).

## Demografische ontwikkeling
Bron: INE, 1857-2011: volkstellingen
Opm.: In 1857 werden de gemeenten Moarves de Ojeda, Quintanatello de Ojeda, San Pedro de Moarves en Villavega de Micieces aangehecht; in 1971 wzerd de gemeente Vega de Bur aangehecht